# Villa General Borges
Villa General Borges ist eine Ortschaft in Uruguay.

## Geographie
Sie befindet sich zwischen der Cuchilla de Haedo und der Cuchilla del Ombú im zentralen nördlichen Teil des Departamento Río Negro in dessen Sektor 6. Durch den Ort verläuft der Arroyo Don Esteban Grande in den hier der Arroyo Don Esteban Chico mündet. Im Osten grenzt Villa María an. Einige Kilometer westlich liegt Menafra.

## Einwohner
Der Ort hatte bei der Volkszählung im Jahr 2011 362 Einwohner.
| Jahr | Einwohner |
| ---- | --------- |
| 1963 | N.N.      |
| 1975 | N.N.      |
| 1985 | N.N.      |
| 1996 | N.N.      |
| 2004 | 316       |
| 2011 | 362       |

Quelle: Instituto Nacional de Estadística de Uruguay